# Train aérodynamique du PLM
Le train aérodynamique du PLM est un train rapide mis en service par la Compagnie des chemins de fer de Paris à Lyon et à la Méditerranée (PLM) en 1937 et reliant Paris à Marseille en 9 heures.
Les rames, bien que très performantes, souffrent d'une capacité insuffisante et la déclaration de la Seconde Guerre mondiale interrompt définitivement leur circulation le 3 septembre 1939.

## Genèse du projet
Devant les progrès de l'aviation et de la concurrence que représente ce moyen de transport sur les longues distances malgré le handicap des nécessaires trajets jusqu'aux aéroports, la Compagnie du chemin de fer Paris-Lyon-Méditerranée (PLM) qui souhaite attirer une clientèle de luxe, crée un train rapide capable de relier Paris à Marseille en 9 h. Les ingénieurs du PLM ne conçoivent pas de nouveaux matériels dans ce but, mais adaptent des locomotives et des voitures de voyageurs existant déjà aux contraintes de l'aérodynamique ; les premières locomotives sont ainsi carénées dès 1935.

## Matériel roulant
Pour la traction des trains aérodynamiques, la compagnie choisit des locomotives Atlantic de type 221 PLM entre 8 et 20 qui, une fois modifiées, prennent le surnom de « Tarasques ». Les locomotives et leur tender sont pourvus d'un carénage intégral, ce qui complique sensiblement les opérations d'entretien courant.
Les voitures sont carénées au niveau des jupes de bas de caisse ; des gaines en caoutchouc assurent la continuité du train d'une voiture à l'autre ; les extrémités de la rame sont arrondies et pourvues de baies panoramiques. L'ensemble est recouvert d'une livrée bleu foncé au niveau de la ceinture de caisse avec du bleu clair en encadrement des baies pour les voitures et un filet de couleur dorée en partie basse des caisses. Le matériel remorqué se compose de 4 rames identiques, formées de 4 voitures de type OCEM :
- une voiture A8, de 1re classe et 8 compartiments, 48 places assises ;
- deux voitures B9, de 2e classe et 9 compartiments, 72 places assises ;
- une voiture Ds, restaurant et fourgon à bagages, 32 places assises ;

L'ensemble pèse 200 tonnes et a une capacité de 192 places assises.

## Carrière et service
Une première rame composée d'une locomotive et de quatre voitures carénées est en mesure de circuler de manière occasionnelle à partir du 20 juillet 1935 sur Paris — Évian ou Paris — Lyon, mais en l'absence de rame de réserve pour assurer des dépannages, aucun service régulier ne peut lui être confié ; trois autres rames sont donc modifiées sur le même modèle en 1936-1937.
Le parc est désormais suffisant pour assurer un service commercial entre Paris et Marseille. Ce train, ancêtre du Mistral, est mis en service le 22 mai 1937. C'est un rapide appelé train 11 pour l'aller et train 12 pour le retour. En gare de Marseille, une correspondance pour Nice est effectuée avec des autorails Bugatti. Il couvre la distance de 861 km en moins de 9 heures. Les trains partent à 9 h 55 de Marseille et 12 h de Paris et se croisent à 15 h 26, à Vougeot à 19 km au sud de Dijon. Au départ de la gare de Lyon, le parcours comprend des arrêts à Laroche, Dijon (prise d'eau), Lyon-Perrache (changement de locomotive), Valence (prise d'eau), Avignon avant l'arrivée à Marseille.
Le manque de capacité des rames aérodynamiques — la puissance relativement faible des locomotives Atlantic interdit de rajouter des voitures supplémentaires — pousse la jeune SNCF à assurer les relations Paris — Marseille avec des rames de 7 voitures, tractées par des Pacific. Au service d'été 1938, les rames aérodynamiques sont donc réservées à la relation Paris — Lyon sous le nom de train 3 pour l'aller et train 4 pour le retour en remplacement des autorails Bugatti.
Au début de la Seconde Guerre mondiale, la relation disparaît le 3 septembre 1939. Après avoir été garées, les rames sont modifiées, une partie de leur carénage retiré et leurs voitures sont réaffectées à d'autres utilisations. Les locomotives à vapeur perdent progressivement leur carénage à partir de 1938 et circulent sur Paris — Dijon.